# Rudá věž smrti
Rudá věž smrti je národní kulturní památka České republiky nacházející se u Vykmanova, v katastru Dolního Žďáru, části města Ostrov v okrese Karlovy Vary. V 50. letech 20. století budova sloužila jako třídírna uranové rudy v komunistickém pracovním táboře Vykmanov II. Věž smrti je jednou z 22 lokalit, zapsaných souhrnně jako Hornický region Erzgebirge/Krušnohoří na Seznam světového dědictví UNESCO. Ve věži probíhaly tehdy nejtěžší práce ze všech uranových dolů. Celý pracovní tábor byl zrušen roku 1956.

## Historie

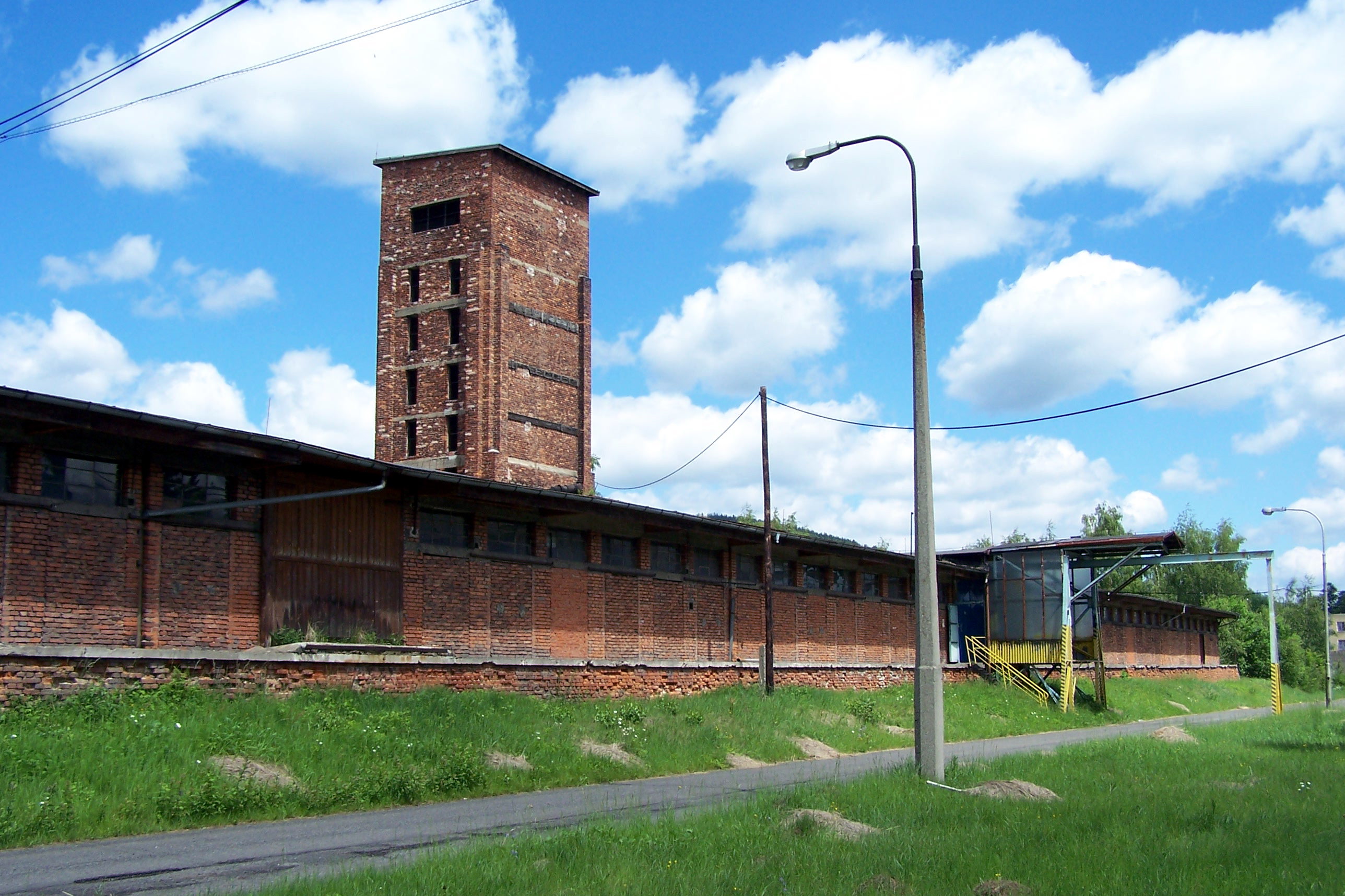
Věž smrti

V letech 1951–1956 areál sloužil jako pracovní tábor pro politické vězně Vykmanov II (krycí název „L“ – likvidační). Na přelomu 50. a 60. let 20. století se stal součástí nově vybudovaného trolejbusového závodu Škoda Ostrov.

### Těžba uranové rudy

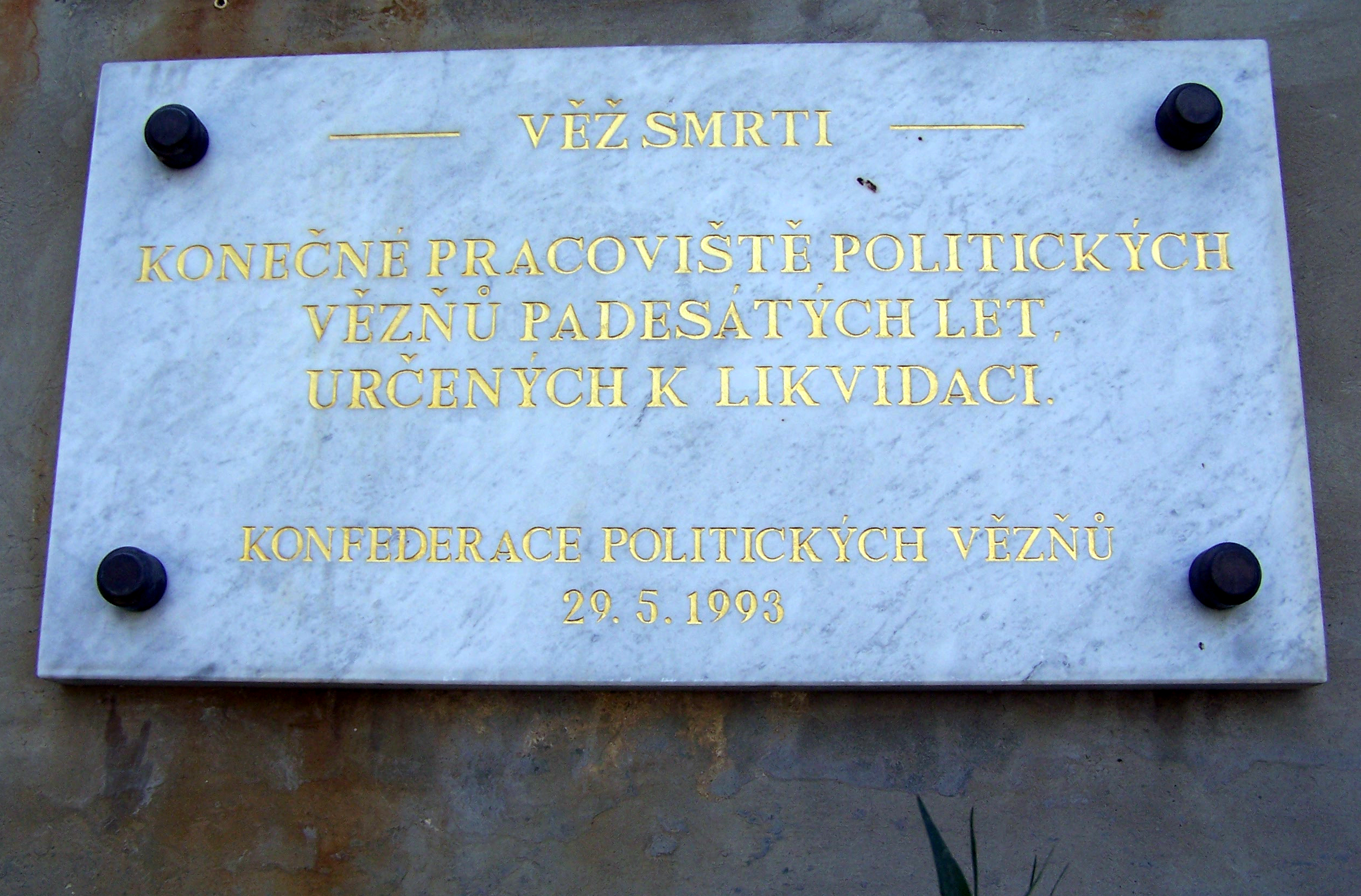
Pamětní deska umístěná na budově

Sedmipatrová věž se využívala jako místo konečné úpravy uranové rudy. Vězni byli nuceni, bez jakýchkoliv ochranných obleků, vyvážet rudu naloženou ve vozících do nejvyššího patra věže a přesypávat ji na obrovská síta, jimiž ruda padala až do přízemí. Dole pracovali další vězni, kteří měli za úkol pomocí dřevěných palic napěchovat rozmělněnou rudu do železných barelů (výška 50 cm a váha maximálně 80 kg), aby se celé zaplnily. Sudy pak byly zapečetěny a odváženy vlakem do SSSR. Méně kvalitní ruda se na vagóny nakládala volně.
Touto prací se zvedala obrovská mračna dusivého prachu, který nechránění vězni dýchali a polykali. Radioaktivní prach se jim ukládal také v oblečení, které nosili po celý svůj pobyt v táboře (jedině spodní prádlo se měnilo každé 3 týdny). Prachu bylo tolik, že jej vítr roznášel po celém táboře.
Následkem špatné stravy, těžké práce a vysoké radioaktivity většina z dělníků pracující ve Věži smrti zemřela. Míra radiace byla tak vysoká, že dokonce i civilní zaměstnanci, kteří obsluhovali olověné váhy, na kterých se sudy před odjezdem vážily, dostávali kritickou dávku. Kvůli množství úmrtí a také kvůli rudé barvě cihel, ze kterých je věž postavena, ji vězni začali přezdívat Rudá věž smrti.
Ve své historii měl tábor „L“ tři velitele. Nejdéle sloužícím a tím pádem i nejpověstnějším byl Miroslav Pibil, přezdívaný „Šlachťák“ nebo „Šlachtecký“. Velitelem tábora byl jmenován 5. července 1951 až do 1. července 1955. Od 1. srpna 1955 začal pracovat u StB na správě MV Jáchymov. Velitelem tábora se stal dnem 1. července 1955 Miloslav Beránek a tento jím byl až do jeho konce.

### Současnost
V roce 2008 tyto pozemky získala Konfederace politických vězňů České republiky. Ve stejném roce byla Věž smrti prohlášena za národní kulturní památku. Konfederace usiluje o to, aby byla věž společně s dvěma přilehlými křídly (to je totiž jediné, co z tábora zbylo) otevřena veřejnosti a aby zde bylo vytvořeno pietní místo.
Demolice škodováckých hal v roce 2019 odkryla širší pohled na věž. NKP Rudá věž smrti je přístupna po předchozí domluvě s majitelem, tj. Konfederací politických vězňů ČR. V roce 2022 byla v Rudé věži smrti otevřena expozice připomínající život vězňů v uranovém lágru komunistického Československa. Prostřednictvím dobových pramenů, fotografií, svědectví pamětníků přibližuje historii tábora i jeho fungování.
Expozice je rozdělena do několika částí. Ta první ukazuje, co se stane s člověkem, když se do tábora dostane – fotografie beze jména symbolizují to, že příchodem do tábora se z jednotlivce stane součást masy, kterou režim vnímal jen jako otrockou sílu. Na druhém konci věže jsou pak medailony se jmény, fotografiemi či s osobními vzpomínkami vězňů.
Na informačních panelech se lze dočíst také o historii těžby uranu či všedním životě vězňů i dozorců v táboře. Expozice připomíná i pozdější historii tábora – od 60. let zde fungovala továrna na trolejbusy a zároveň jeho část dodnes slouží jako věznice. Expozici připravil Ústav pro studium totalitních režimů ve spolupráci s Konfederací politických vězňů ČR.
Prohlídka tábora a expozic je kontaktní a interaktivní. Po areálu návštěvníky provádějí zkušení průvodci. K vidění jsou i archeologické nálezy z místa tábora Eliáš a Nikolaj.

## Světové dědictví UNESCO
Rudá věž smrti (anglicky The Red Tower of Death) je jednou z pěti lokalit v Česku, které byly spolu s dalšími 17 oblastmi v Sasku zapsány pod souhrnným názvem Hornický region Erzgebirge/Krušnohoří 6. července 2019 na Seznam světového dědictví UNESCO.